# 江西教育电视台
江西教育电视台，是中华人民共和国江西省一家以各类教育节目为主要播出内容的省级专业电视台，为江西省教育厅直属的正处级事业单位。成立于1994年。